# Laurien Ntezimana
Laurien Ntezimana (nascido em 1955) é um teólogo católico ruandês, sociólogo e activista da paz conhecido por proteger os tútsis durante o genocídio ruandês de 1994.  Ele também criticou o regime pós-genocídio da Frente Patriótica Ruandesa e, consequentemente, esteve sujeito à repressão política.

## Vida pessoal
Ntezimana nasceu em 1955 na prefeitura de Butare, onde viveu na época do genocídio.  Em 2011, Ntezimana estava morando na Bélgica.

## Oposição ao genocídio
Durante o genocídio, Ntezimana era conhecido por proteger os tútsis. Apesar da sua reputação, ele foi eleito pela comunidade do sector de Ngoma na comuna de Ngoma (perto da cidade de Butare) para o "comité de segurança" local criado em maio.  Como o comité deveria agir apenas por consenso, Ntezimana e outro membro puderam bloquear buscas exigindo provas de conexões RPF.

## Depois do genocídio
Em 15 de setembro de 1994, Ntezimana emitiu um documento denunciando o clima de terror criado pelo novo governo.
Ntezimana foi mais tarde um dos fundadores da Association Modeste et Innocent (AMI), um grupo da sociedade civil fundado em fevereiro de 2000, "trabalhando para promover a dignidade individual, a paz nacional e a reconciliação".  Ele também estava envolvido na publicação do Ubuntu, um boletim da AMI.  No início de 2002, Ntezimana e outros dois membros da AMI foram presos pelo governo ruandês. Eles foram questionados sobre a suposta simpatia do Ubuntu por Pasteur Bizimungu, e Ntezimana foi libertado sem acusação depois de cerca de um mês. No entanto, a AMI foi banida e o Ubuntu foi forçado a interromper a publicação.  A AMI ainda existe e tem um site oficial.
Ntezimana é professor da Universidade da Paz em África, uma organização parceira da AMI.
Laurien Ntezimana apareceu no documentário D'Arusha à Arusha, de 2008.

## Honras e prémios
Ntezimana recebeu reconhecimento pelo seu trabalho, incluindo:
- 1998: Prémio de paz internacional Pax Christi, por "capacitar jovens líderes no Ruanda para serem agentes de reconciliação entre grupos étnicos".[11]
- 2003: Theodor-Haecker-Preis, para a coragem política e a veracidade.[12]
- 2013: Prémio Harubuntu, para a sociedade civil.[13]